# Tasie Dhanraj
Tasie Dhanraj (* 22. Dezember 1990 in Brighton, East Sussex als Anastasia Katya Breezy Dhanraj), auch bekannt unter ihrem Künstlernamen Tasie Lawrence, ist eine britische Schauspielerin mit guyanischen und englischen Wurzeln.

## Leben
Dhanraj ist die Tochter des Guyaners Derek Dhanraj und der Engländerin Rebecca Sinnatt. Sie hat eine ältere Schwester.
2011 spielte sie im britischen Fernsehfilm The Tower die Rolle der Mina. Von 2011 bis 2013 spielte sie in der britischen Mystery-Serie House of Anubis die Rolle der Mara Jaffray.

## Filmografie (Auswahl)
- 2011: The Tower (Fernsehfilm)
- 2011–2013: House of Anubis (Fernsehserie)
- 2015: Criminal Minds (Fernsehserie, Episode 11x07)
- 2016: Good Kids – Apfelkuchen war gestern
- seit 2018: Atlanta Medical (Fernsehserie)